# Fiat 124
FIAT 124 – samochód osobowy klasy kompaktowej produkowany pod włoską marką FIAT w latach 1966–1974 (sedan i kombi), 1967–1976 (coupé), 1967–1985 (spider).
Zastąpił Fiata 1300/1500. Miał wspólną płytę podłogową z modelem 125, który był jego bardziej luksusową wersją. Wyposażany był w czterocylindrowe silniki o pojemności 1197 cm³ o mocy 60 KM i 1438 cm³ o mocach 70 (wersja Special) i 80 KM (Special T). Modernizacje wersji coupé przeprowadzono w latach 1970 i 1973, spider zaś w latach: 1970, 1973 i 1983. W plebiscycie na Europejski Samochód Roku 1967 samochód zajął 1. pozycję. Fiat 124 został zastąpiony modelem 131.

## 124 Sport Spider
FIAT 124 Sport Spider – samochód typu roadster oparty na skróconej ramie oraz wielu podzespołach mechanicznych modelu 124. Zaprezentowany w 1966 roku na targach motoryzacyjnych w Genewie. Nadwozie auta zaprojektowała i wytwarzała Pininfarina. Odkryte nadwozie opracowane zostało bezpośrednio przez Sergio Pininfarinę, który wykorzystał już gotowe projekty Chevroleta Corvette „Rondine” oraz Ferrari 275 GTS. Kilkanaście lat później w 1980r. na 50-lecie Pininfariny podkreślono ten fakt produkując pod marką Pininfarina 2000 Spider limitowany model Tributo Ferrari, który bezpośrednio nawiązywał do większego Ferrari 275 GTS. W roku 1972 na świat przyszła sportowa wersja Spidera, potrzebna do homologacji wersji rajdowej, która odniosła zresztą kilka spektakularnych sukcesów. Egzemplarze sprzedawane w salonach oznaczono symbolem 124 CSA (C-Spider-Abarth). Auto miało 128 KM. W ciągu trzech lat Fiat wyprodukował niespełna 1000 sztuk CSA przygotowanych do sprzedaży w salonach na potrzeby kierowców niewyczynowych. Jest to obok Tributo Ferrari najbardziej poszukiwana wersja przez kolekcjonerów.
124 Spider napędzany był przez silniki w technice DOHC, konstrukcji byłego inżyniera Ferrari, Aurelio Lamprediego. Pojemności skokowe tych silników są następujące:
- 1438 cm³ (1966–1970) typ AS i BS
- 1608 cm³ (1970–1974) typ BS1 i CS
- 1756 cm³ (1972–1975) typ CSA (Abarth Rally)
- 1756 cm³ (1975–1978) typ CS1
- 1995 cm³ (1979–1982) typ CS2 i CS0
- 1995 cm³ (1982–1985) typ DSO, DS1 i DS VX

Modele produkowane w okresie 1979–1982 nosiły nazwę Fiat Spider 2000. W latach 1983–1985 auto produkowane było przez Pininfarinę i z logo Pininfariny. Były o modele DS0 i DS1, w Europie zwane „Spider Europa”, a w USA – „Azurra”. W latach 1983–1985 wyprodukowano 500 sztuk modelu ze sprężarką Roots. Był to typ DX VX Volumex. Wszystkie Volumexy wyeksportowano do USA.
Jednostki napędowe konstrukcji Lamprediego uchodziły w owych czasach za innowacyjne, bowiem po raz pierwszy w masowej produkcji użyty w nich był gumowy pasek rozrządu (zamiast łańcucha). Dało to znaczne obniżenie kosztu produkcji i znacznie potaniało serwisowanie. Między innymi dzięki temu model 124 spider był najtańszym  sportowym roadsterem (poza Triumphem  Spitfire i MG Midget), oferował jednak znacznie więcej miejsca w środku niż jego konkurenci. Silnik DOHC uważany jest za najlepszą jednostkę napędowa w historii Fiata. Był on produkowany przez 35 lat i montowany w kilkudziesięciu wersjach do kilkunastu modeli Fiata i Lancii w tym w słynnych rajdówkach Fiat Abarth 131 Rally, Lancia Delta HF Integrale czy Lancia 037. 
Produkcję modelu 124 spider zakończono w roku 1985 (od 1983r. wyłącznie pod marką Pininfariny) liczbą 198 020 egzemplarzy, z których 170 720 wyeksportowano do USA.  Np. z produkcji typów CS1'75-'79, CS2'79 oraz CS0'80-'82 przypadającej na okres od lipca 1975 do sierpnia 1982 w Europie zostały jedynie dwa egzemplarze tego auta(CS0 2000 fi '81). Reszta poszła na rynek amerykański. Stąd większość użytkowanych w Europie Spiderów 124 to wersje amerykańskie sprowadzone przez entuzjastów tego modelu z USA.

## Fiat 124 Sport Coupe

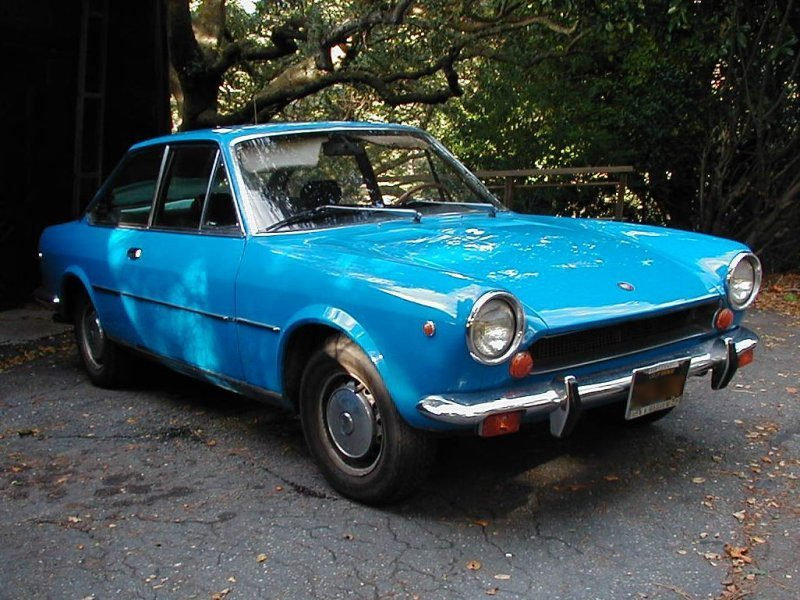
Fiat 124 Sport Coupe

Fiat 124 Sport Coupe – samochód typu coupé konstrukcyjnie bazujący na modelu 124 (podwozie, podzespoły mechaniczne, silniki). Nadwozie zaprojektował, wówczas pracujący dla Fiata, Mario Boano. Samochód zaprezentowano w 1967, produkowany był do 1975, przy czym w trakcie produkcji następowały znaczące zmiany. Stąd podział na następujące serie:
- AC – 1967–1969 (silnik 1438 cm³)
- BC – 1970–1971 (silnik 1438 cm³, poważne zmiany nadwozia względem AC)
  - BC1 – 1971–1972 (silnik 1608 cm³)
- CC – 1973 (silniki 1608 i 1592 cm³)
  - CC1 – 1974–1975 (silnik 1756 cm³)

W sumie wyprodukowano około 280 000 Fiatów 124 Coupe. W swoich czasach samochód ten uchodził za zaawansowany technicznie, wykorzystywał bowiem m.in. hamulce tarczowe na czterech kołach, silniki DOHC, gumowy pasek rozrządu, 5-biegową skrzynię biegów.

## Produkcja licencyjna

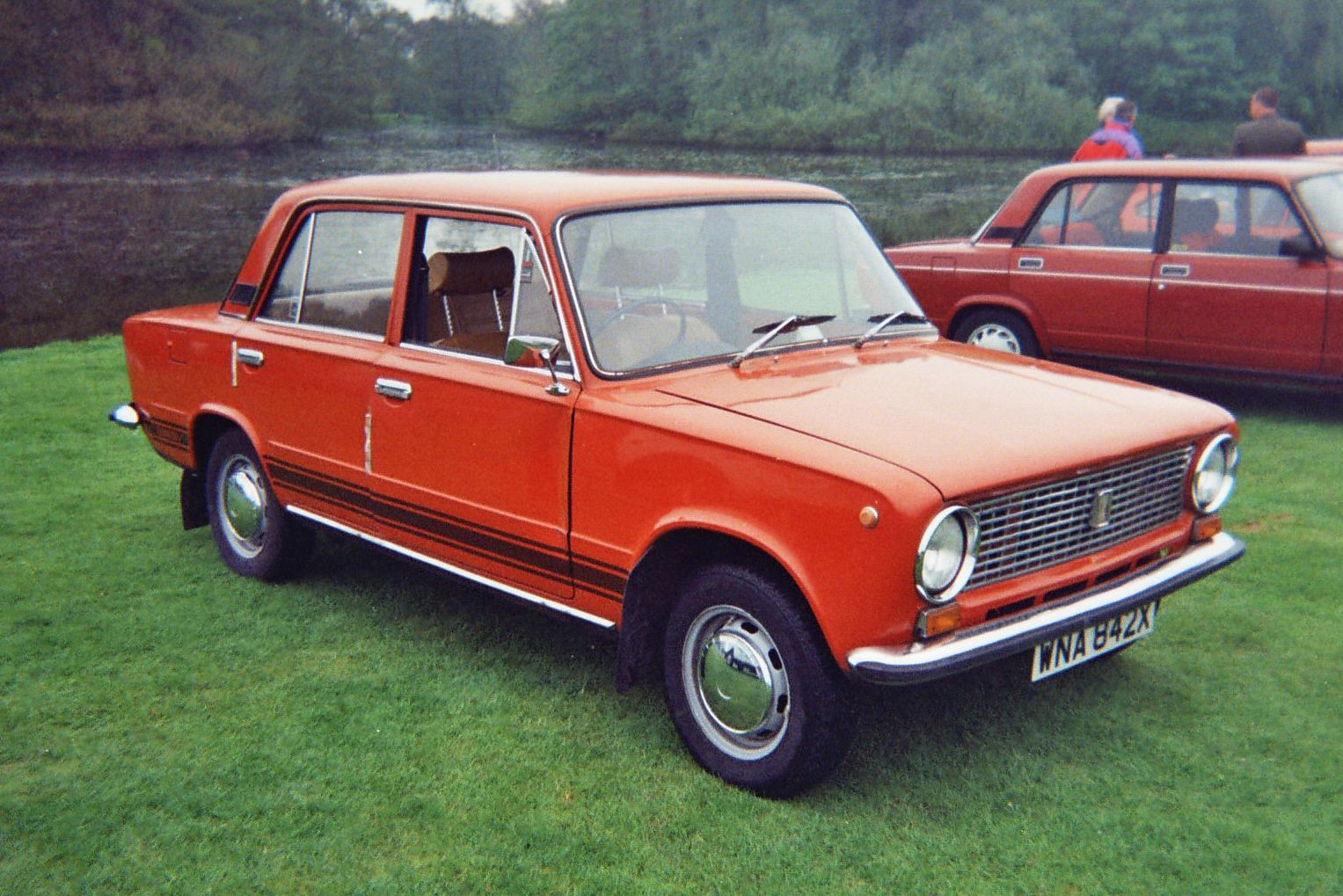
Łada 2101 na bazie Fiata 124

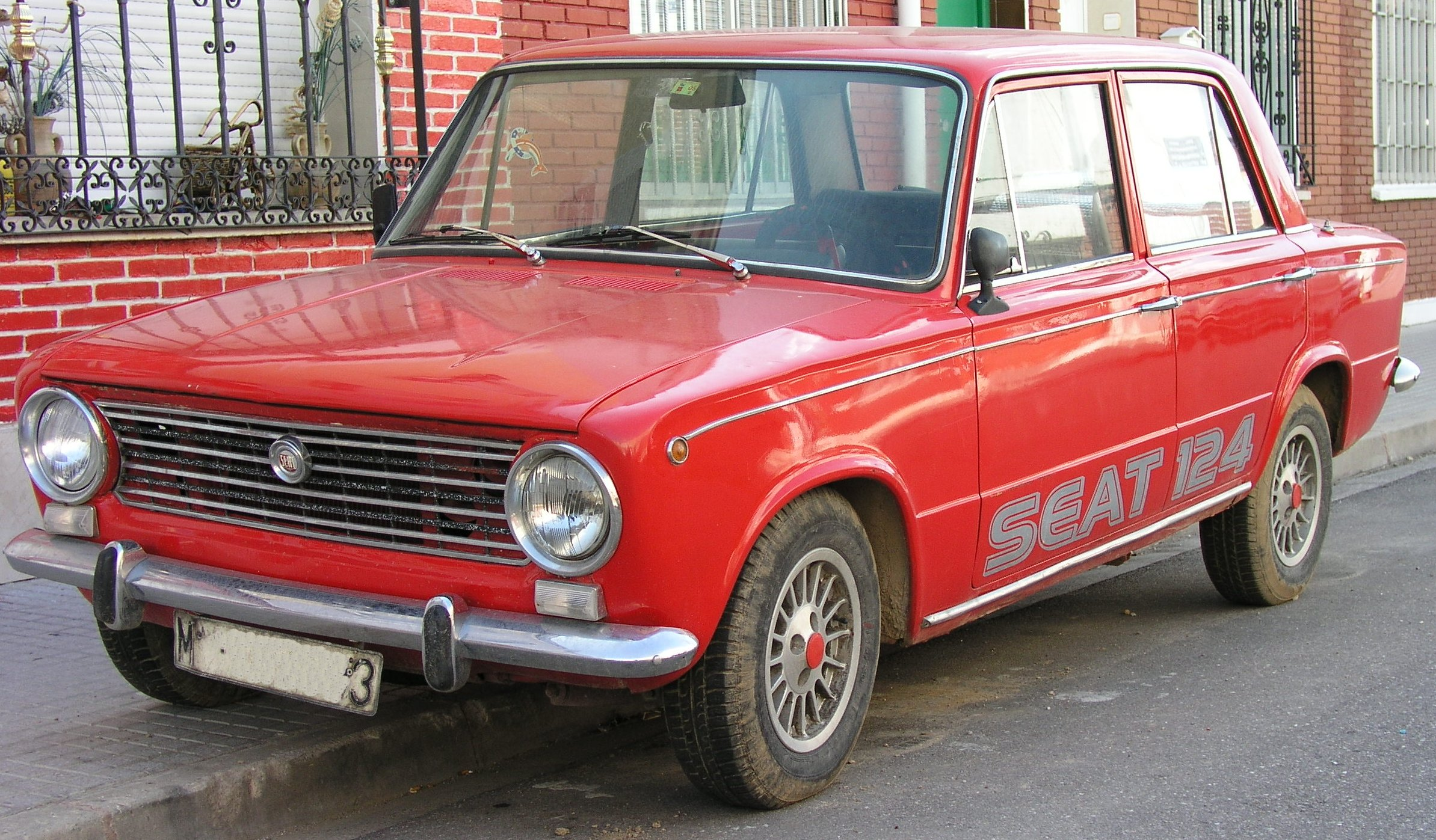
SEAT 124

Fiat 124, jako udana konstrukcja, wytwarzany był również pod innymi markami. Licencję na model 124 (wersje sedan i kombi) kupił Związek Socjalistycznych Republik Radzieckich w 1966 roku. Produkowano go tam jako WAZ 2101/Łada 1200 Żiguli (sedan) w latach 1970–1988. Kombi o nazwie WAZ 2102/Łada 2102 powstawało w latach 1971–1986. W latach 1968–1976 model 124 i 124 Sport Coupe produkowano także w hiszpańskich zakładach SEAT jako SEAT 124 i SEAT 124 Coupe.

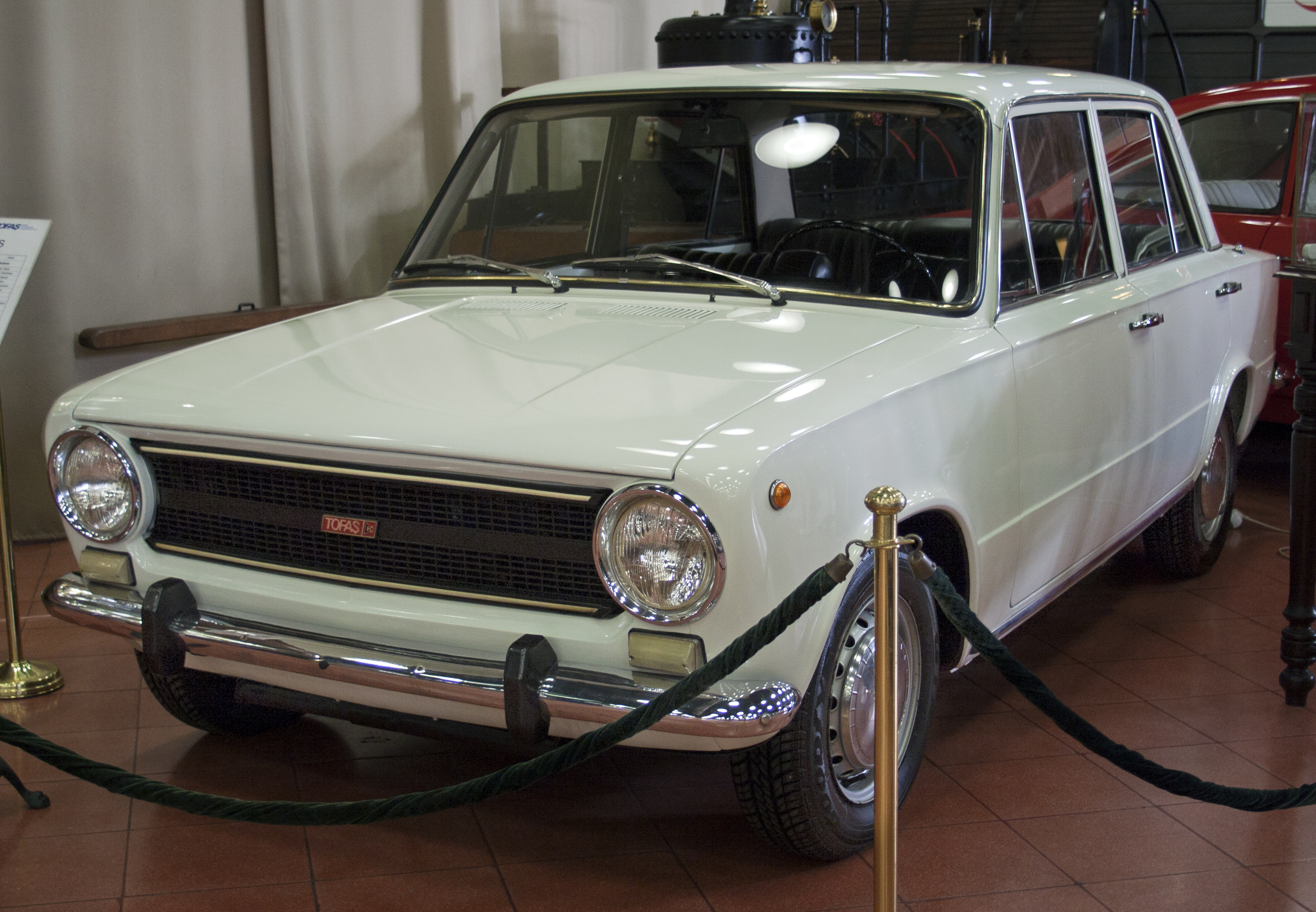
Tofaş 124

W latach 1971–1994 turecka firma Tofaş wyprodukowała 134 867 egzemplarzy modelu 124 pod nazwą Tofaş 124 Murat oraz Tofaş 124 Serçe.

## Dane techniczne
| Wersja             | Silnik:                   | Układ zasilania:         | Średnica × skok tłoka: | St. sprężania:     | Moc maksymalna:                   | Maks. moment obrotowy      | 0-100 km/h:        | V-max:             |
| Silniki benzynowe: | Silniki benzynowe:        | Silniki benzynowe:       | Silniki benzynowe:     | Silniki benzynowe: | Silniki benzynowe:                | Silniki benzynowe:         | Silniki benzynowe: | Silniki benzynowe: |
| ------------------ | ------------------------- | ------------------------ | ---------------------- | ------------------ | --------------------------------- | -------------------------- | ------------------ | ------------------ |
| 1200               | R4 1,2 l (1197 cm³), SOHC | gaźnik                   | 73,00 mm × 71,50 mm    | 8,8:1              | 60 KM (44 kW) przy 5600 obr./min  | 87 N•m przy 3400 obr./min  | 13,3 s             | 140 km/h           |
| 1400               | R4 1,4 l (1438 cm³), DOHC | gaźnik                   | 80,00 mm × 71,50 mm    | 8,9:1              | 81 KM (60 kW) przy 5800 obr./min  | 109 N•m przy 4000 obr./min | 11,8 s             | 164 km/h           |
| Spider 1400        | R4 1,4 l (1438 cm³), DOHC | gaźnik                   | 80,00 mm × 71,50 mm    | 8,9:1              | 91 KM (67 kW) przy 6500 obr./min  | 108 N•m przy 3600 obr./min | b/d                | 171 km/h           |
| Spider 1600        | R4 1,6 l (1608 cm³), DOHC | gaźnik                   | 80,00 mm × 80,00 mm    | 9,8:1              | 112 KM (82 kW) przy 6400 obr./min | 137 N•m przy 3800 obr./min | 12,2 s             | 180 km/h           |
| Special T 1600     | R4 1,6 l (1592 cm³), DOHC | gaźnik                   | 80,00 mm × 79,20 mm    | 8,9:1              | 96 KM (71 kW) przy 6000 obr./min  | 126 N•m przy 4000 obr./min | b/d                | b/d                |
| Spider 1800        | R4 1,8 l (1756 cm³), DOHC | gaźnik                   | 84,00 mm × 79,20 mm    | 9,8:1              | 118 KM (87 kW) przy 6000 obr./min | 153 N•m przy 4000 obr./min | b/d                | 185 km/h           |
| Abarth 1800        | R4 1,8 l (1756 cm³), DOHC | dwa gaźniki Weber 44 IDF | 84,00 mm × 79,20 mm    | 9,8:1              | 128 KM (95 kW) przy 6200 obr./min | 159 N•m przy 5200 obr./min | 7,5 s              | 190 km/h           |
| Spider 2000        | R4 2,0 l (1995 cm³), DOHC | gaźnik                   | 84,00 mm × 90,00 mm    | 8,2:1              | 98 KM (72 kW) przy 6000 obr./min  | b/d                        | b/d                | 172 km/h           |
| Spider 2000 fi     | R4 2,0 l (1995 cm³), DOHC | wtrysk EFi               | 84,00 mm × 90,00 mm    | 8,2:1              | 101 KM (75 kW) przy 5500 obr./min | b/d                        | b/d                | 172 km/h           |